# Catalogue of Life
Catalogue of Life är en webbaserad taxonomisk databas, som startades i juni 2001 av Species 2000 och Integrated Taxonomic Information System (ITIS). Syftet med Catalogue of Life är att samla taxonomisk information om alla världens arter, en fullständig katalog över alla kända organismer på jorden. Catalogue of Life sammanställer data från 164 olika taxonomiska databaser, som byggts upp av specialister världen över. Finansieringen sker bland annat med hjälp av medel från Europeiska unionen genom Ramprogrammet för forskning och teknisk utveckling.

## Utvecklingen över antalet arter
Nittonde upplagan av katalogen innehåller 2 109 214 arter (juni 2023) och gör anspråk på att täcka lite över 80 % av de uppskattningsvis 2,3 miljoner arter som finns vetenskapligt beskrivna.
En sammanställning över utvecklingen av antalet listade arter efter årtal, med referenslänk:
- 2023 Annual Checklist, 2,109,214 levande arter och 132,309 utdöda arter[3]
- 2022 Annual Checklist, 2,065,448 levande arter och 119,287 utdöda arter[4]
- 2021 Annual Checklist, 2,008,947 levande arter och 110,790 utdöda arter[5][6]
- 2020 Annual Checklist, 1,808,490 levande arter och 38,094 utdöda arter[7]
- 2019 Annual Checklist, 1,837,565 levande arter och 63,419 utdöda arter[5][8]
- 2018 Annual Checklist, 1,744,204 levande arter och 59,284 utdöda arter[5][9]
- 2017 Annual Checklist, 1,664,506 levande arter och 49,346 utdöda arter[5][10]
- 2016 Annual Checklist, 1,635,250 levande arter och 5,719 utdöda arter[5][11]
- 2015 Annual Checklist, 1,606,554 arter[5]
- 2014 Annual Checklist, 1,578,063 arter[5]
- 2013 Annual Checklist, 1,352,112 arter[5]
- 2012 Annual Checklist, 1,404,038 arter[5]
- 2011 Annual Checklist, 1,347,224 arter[5]
- 2010 Annual Checklist, 1,257,735 arter[5]
- 2009 Annual Checklist, 1,160,711 arter[5]
- 2008 Annual Checklist, 1,105,589 arter[5]
- 2007 Annual Checklist, 1,008,965 arter[5]
- 2006 Annual Checklist, 884,000 arter[5]
- 2005 Annual Checklist, 527,000 arter[5]
- 2004 Annual Checklist, 323,000 arter[5]
- 2003 Annual Checklist, 304,000 arter[5]
- 2002 Annual Checklist, 260,000 arter[5]
- 2000 Annual Checklist, 220,000 arter[5]